# Исмаилов, Мустафа-Кади Исмаилович
Мустафа-Кади Исмаилович Исмаилов (1879—1929) — известный учёный арабист, религиозный и общественный деятель начала XX века, сыграл большую роль в возрождении ислама в годы революции, гражданской войны и первые годы Советской власти в Дагестане.

## Биография
Родился в селении Нижнее Казанище Темир-Хан-Шуринского округа Дагестанской области, в семье почётного узденя Исмаила. С малых лет имел стремление к чтению Корана и различной исламской литературы, имел высшее мусульманское образование, считался известным учёным арабистом, много лет работал общественным кадием в своём селении. Умер в ссылке в концлагере города Котлас.

## Общественная деятельность

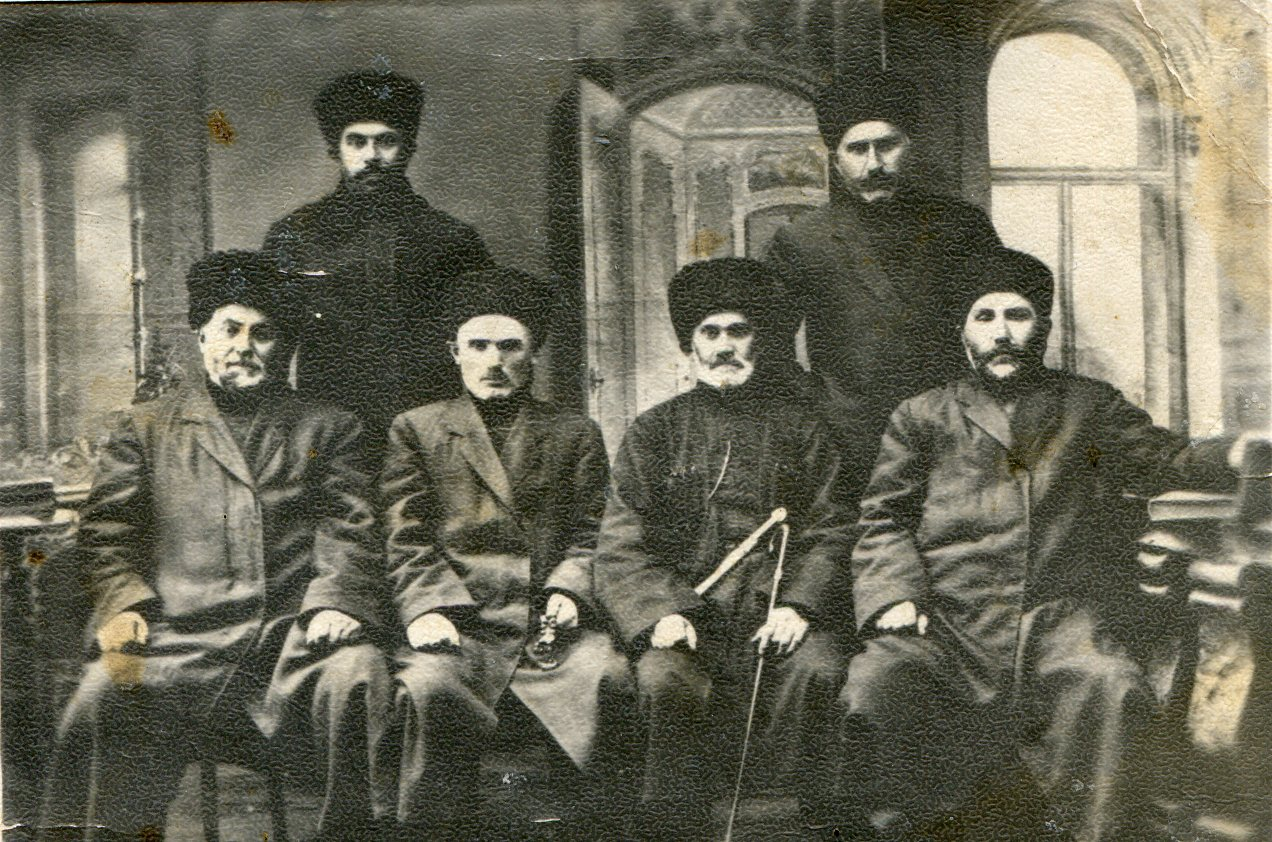
Мустафа-Кади (на фото, сидит слева), с членами «Динни комитета»

Мустафа-кади вышел на религиозную общественно-политическую арену ещё в дореволюционные годы. Ещё тогда он завоевал авторитет в народе своими смелыми выступлениями против колониальной политики самодержавия. Царское правительство в своих интересах стремилось вытеснить арабский язык, ослабить влияние мусульманского духовенства на народные массы в Дагестане. С этой целью 27 апреля 1913 года, было решено реорганизовать в Дагестане порядок письмоводства в сельских управлениях с арабской графики (аджам) на русский язык, с назначением новых писарей, вместо кадиев, это послужило началом выступлений народных масс по всему Дагестану. Как сказано в донесении: «21 февраля 1914 года, общество селения Казанище ученило беспорядок из-за не желания подчиниться распоряжению властей о введении письмоводства на русском языке в сельском управлении и требовало удалить сельского писаря». В этих событиях активное участие принимал Мустафа-кади. Выступление, было жестоко подавлено вооружёнными силами из Темир-Хан-Шуры.
Февральскую революцию 1917 года Мустафа-кади встретил восторженно. Свержение царизма он считал событием огромного значения для мусульман Дагестана. В апреле 1917 года в Темир-хан-Шуре, Мустафой-кади и его сторонниками, было создано «Общество исламистов» («Джамиатуль исламия»),. сыгравшее важную роль в возрождении ислама и решении проблем мусульман. Общество выступало с программными требованиями шариата, хурията (свободы), адалята (справедливости), мусаввата (равенства), члены этого «общества», считали возможным мирное, без гражданской войны решение проблем мусульман Дагестана на основе вышеизложенных четырёх программных лозунгов. При его активном участии в сентябре 1917 года в Темир-хан-Шуре была создана религиозно общественно-политическая организация-«Национальный комитет» («Милли комите»), председателем стал Апашев Даниял. во многих аулах Дагестана стали появляться подкомитеты этой организации. Так после выступления Мустафы-кади и Абусупьяна Акаева, с призывом о создании комитета среди казанищенцев, речь их была такой страстной, что все собравшиеся стали кричать; -«Мы отдадим всё, последнюю рубаху, лишь бы сохранить ислам, шариат». Из-за дискуссий в городской газете «Джаридатул Дагестан» о введении шариата в судах, «Милли комитет» провёл референдум. Почти во всех сельских обществах решили ввести в судах шариат, включая и уголовные дела. Далее в обращении к Али-хаджи Акушинскому и парламенту горского правительства Мустафа-кади писал; «Мы, Нижне и Верхне Казанищенские общества с самого начала революции стремились к тому, что бы в Дагестане провели шариат. По этому вопросу, мы командировали поверенных с приговорами, но до сего времени наше решение не удовлетворено. В то же время усиливаются действия, основанные на адатах и в результате развивается насилие. В виду такого обстоятельства, мы вышли с оружием с целью водворить в Дагестане шариат и не остановимся, пока не осуществим своё желание. Мы не желаем, чтобы среди нас существовало бы название „большевик“, „меньшевик“. Мы поручаем провести шариат учёным; шейху Али-Хаджи Акушинскому и Казанищенскому улему Абдул-Басир-хаджии разделяем мнение этих двух богословов, относительно проведения шариата и улучшения быта мусульман».

### Во время Гражданской войны 1918—1920
В марте 1918 года, со стороны Порт-Петровского Военно-революционного комитета возникла угроза установления Советской власти в Дагестане, а в Национальном комитете обсуждалось политическое положение в Дагестане, учитывая тот факт, что Порт-Петровский ВРК опирался на вооружённые силы Советской России, народы Дагестана не могли отстоять свою свободу и независимость. Они нуждались в военной помощи, поэтому Мустафа-кади Исмаилов, Магомед-кади Дибиров, Бадави-кади и другие, считали необходимым обратиться к Турции за военной помощью, чтобы Султан Османской империи, посылал опытных офицеров, для обучения молодёжи военному делу, для руководства боевыми действиями против большевиков. Порт-Петровский ВРК опираясь на Россию стремился установить Советскую власть в Дагестане. В январе-марте имам Дагестана Нажмудин Гоцинский, заняв Темир-хан-Шуру, свой штаб сосредоточил в Нижнем Казанище, в усадьбе сельского старшины Тонаева Джалава, по призыву Гоцинского, Мустафа Исмаилов, Тонаев Джалав и другие организовали мобилизацию молодёжи в армию имама, не только в Казанищах, но и в других близлежащих сёлах Темир-хан-Шуринского округа. Имам призывал население к борьбе против большевиков; «Кто погибнет в этом бою,-говорил он, тот попадёт в рай». Под влиянием его агитации многие казанищенцы участвовали в наступлении на Порт-Петровск и Баку. В 1920 году Мустафа-кади в Казанище создал религиозное общество «Джамиятуль-хайрия», оно было создано в противовес сельскому совету, в результате чего образовалось двоевластие. Все мероприятия в селе проводились под руководством этого религиозного общества. Сельсовет практически не работал, народ ему не подчинялся, обращался только в «Джамиятуль хайрия». По инициативе Мустафы-кади в 1924 году в Казанище построили медресе, для подготовки духовных лиц. Многие из выпускников устраивались имамами мечетей и кадиями во многих аулах Дагестана, в основном на равнине. В годы революции, гражданской войны и в начале установления Советской власти, как Абусупьян Акаев, так и Мустафа-кади Исмаилов верили большевикам, считали, что они за мирное сосуществование исламских и коммунистических идеалов. 13 ноября 1920 года в Темир-хан-Шуре состоялся съезд народов Дагестана, на котором И. В. Сталин выступил с «Декларацией о Советской Автономии Дагестана», в которой было сказано о необходимости сохранения шариата в Дагестане; «Нам сообщают, что среди дагестанских народов шариат имеет серьёзное значение. Враги распространяют слухи, что советская власть запрещает шариат. Здесь от имени правительства РСФСР, я уполномочен заявить, что эти слухи неверны…». Большая ошибка коммунистов в том, что их слова расходились с их делами. Мустафа-кади не был фанатиком, он считался одним из главных идеологов ислама в Дагестане. Он понимал о необходимости реформы в исламе, соблюдения законов шариата с учётом нового времени, периода научно-технического прогресса.

### В первые годы Советской власти
В 1924 году по инициативе Абусупьяна Акаева, Мустафы-кади, Бадави-кади и других создаётся новый религиозный комитет «Дини комитет»,. члены которого в том же году провели совещание в доме у А.Акаева, где Мустафа-кади выступил с предложениями о методах борьбы против большевистского влияния на население. В 1924 году в селе Аркас на могиле шейха Асельдера Мустафа-кади созвал учёных-арабистов и известных религиозных деятелей из многих районов Дагестана, с целью сплочения всех мусульман Дагестана вокруг шейха Али-хаджи Какашуринского. и организации борьбы против советского влияния. Такие заседания по его инициативе стали часто созываться в период с 1924 по 1929 годы. В апреле 1924 года на общем собрании Мустафа-кади выступил с антисоветской, антикоммунистической речью, призывал собравшихся торжественно отметить Курбан-байрам, в противовес советскому празднику 1 мая. «Мусульмане!-сказал он,-большевики проводят праздники с большой торжественностью. У нас есть свои мусульманские праздники. И мы их должны проводить с не меньшей торжественностью, что бы доказать, что мы мусульмане не хотим менять свои традиции, на которые посягают большевики». До последних дней он оставался неутомимым борцом против советской власти, защитником ислама в Дагестане. В результате его активных действий коммунисты теряли свои позиции, и во многих районах создавалось двоевластие. Такое положение дел долго не могло продолжаться.

### Закат
Коллегия ОГПУ 14 декабря 1929 году осудила Мустафу-кади Исмаилова к 10 годам лишения свободы с содержанием в Котласком концлагере,. где он при попытке к бегству, был расстрелян. Его малолетние три дочери и сын Асельдер. остались круглыми сиротами, их взяла на воспитание сестра Мустафы-кади Айшат (Эчив), ей пришлось развестись со своим мужем, ради них. 16 декабря 1960 года Верховный суд ДАССР отменил постановление ОГПУ. Мустафа-кади посмертно реабилитирован.